# ミッドナイト・ラン
『ミッドナイト・ラン』（Midnight Run）は、1988年公開のアメリカ合衆国のアクションコメディ映画。監督はマーティン・ブレスト、出演はロバート・デ・ニーロ、チャールズ・グローディンなど。逃亡犯の懸賞金を稼ぐバウンティハンターと、彼に捕らわれた男が、さまざまな事情でともに追われる身となりながら、友情を通わせていくロードムービー。第46回ゴールデングローブ賞のミュージカル・コメディ部門にて作品賞、主演男優賞（デ・ニーロ）の候補になった。
タイトルの意味は、「一晩で終わる簡単な仕事」、「仕事は簡単」、「ちょろい仕事」というスラングである。

## ストーリー
シカゴマフィアの麻薬王・セラノの買収をはねつけた刑事のジャック・ウォルシュは、制裁として薬物犯罪をでっち上げられてシカゴを追われ、遠く離れたロサンゼルスで、逃亡犯にかけられた懸賞金を稼ぐバウンティハンターとして生計を立てるようになった。ある日、彼となじみのベイルショップ（保釈保証業者）のエディが、ある人物の捜索を依頼する。男の名はジョナサン・マデューカス、通称「デューク（公爵さま）」。堅気の会計士だったが、顧客・セラノがマフィアであることを知ったことで義憤に駆られ、帳簿を操作し、マフィアの資金を奪って慈善事業に寄付したために横領罪で逮捕されるが、保釈後に行方をくらましていた。10万ドルの報酬支払いの条件は、裁判までの残り5日間のうちに、デュークの身柄を彼の保釈金を立て替えたエディに引き渡すことだった。
ベイルショップの電話番、ジェリーの内通により、デューク探しの情報はセラノに伝わる。セラノは組織の秘密を多く握っているデュークを、見つけ次第消そうとしていた。彼の手下・トニーとジョーイがジャックの前に現れる。トニーはデューク引き渡しの条件として、エディよりも高い100万ドルの報酬を提示するが、かつてセラノの買収を拒んでシカゴ警察を追われた因縁があるジャックは、返答を曖昧にする。トニーは「今度は受けたほうが賢いぜ」と諭して、一味のアジトであるホテルの連絡先をジャックに手渡して別れる。更にジャックが行方を眩ました、裁判の重要参考人であるデュークの行方を追いかけてることを知った連邦捜査局（FBI）捜査官のモーズリーはジャックに会い、重要な証人を先にFBIに引き渡すよう警告する。だが10万ドルの賞金でアシを洗って飲食店を開きたいジャックは意に介さないどころか、モーズリーの捜査官証をひそかにスリ取る。デュークを追いかける思惑は、三者三様の三つ巴の様相を帯びてくる。
ジャックはニューヨークにデュークの妻が住んでいることを知り、急行。モーズリーになりすまし、デュークの妻宅に出頭を命じる電話をかけ、さらに妻が大急ぎでデュークへ電話する際のプッシュ信号を盗聴したことで、あっさりとデュークの居場所を割り出して身柄を拘束する。ふたりはロサンゼルス行きの飛行機に乗り込んだが、デュークが飛行機恐怖症（のちに嘘と判明する）であることを訴えて騒ぎ始めたために旅客機を追い出され、アムトラックの長距離列車に乗り換える。ジャックからの連絡がないことにしびれを切らせたエディは、別のバウンティハンター、マーヴィンにふたりの捜索を依頼する。ジャックを窃盗と身分詐称の罪で追うFBIも、このエディとマーヴィンの電話連絡を盗聴して情報をつかみ、ふたりの足取りを追いはじめる。
マーヴィンはジャックになりすましてクレジットカード会社に電話し、彼が最後にカードを使った場所からふたりの現在地である列車の居場所を割り出す。しかし列車に乗り込んだマーヴィンはジャックの返り討ちに遭う。ジャックはFBIが追いつく前にデュークを連れて列車を降り、長距離バスでの移動をはかるが、マーヴィンにカードを止められたために資金が足らず、やむなくシカゴ行きの便に乗る。シカゴのバス乗り場にはマフィアが待ち受け、デュークの暗殺を狙っていたが、FBIと鉢合わせし、銃撃戦となる。その騒ぎに乗じてふたりは逃げ出す。ジャックは金を借りるため、元妻・ゲイルの自宅に向かう。元同僚と再婚し気まずい再会の中、ゲイルは少額の金と自動車を与える。そして貯金を手渡そうとする9年ぶりの愛娘との再会に、ジャックも心を揺さぶられるのだった。
互いが何者かさえもよく知らなかったジャックとデュークは、逃避行の中、身の上話をしていくうち、それぞれにセラノに因縁があることや、自分たちなりの曲げられない正義感があることを知り、親近感を深める。そんなふたりに、ついにモーズリーらFBIが追いついた。マーヴィンもその追跡劇に加わり砂漠でのカーチェイスの果て、ジャックはFBIに、デュークはマーヴィンに捕らえられた。マーヴィンはより高い報酬を求め、エディに連絡せずにトニーとジョーイに接触するが、間が抜けてた為に支払いの約束を反故にされたうえ、デュークも奪われる。
連行されたジャックは、モーズリーら捜査官に、セラノの逮捕計画を提案する。ありもしない「デュークがマフィアの裏帳簿を記録したフロッピーディスク」をでっち上げ、ジャックがその偽ディスクをセラノに手渡して「証拠隠滅罪」が成立した瞬間に隠れた捜査官が飛び出す、という案だった。モーズリーはジャックの罪を不問に付し、計画の協力を快諾する。ジャックはかつてトニーにもらった連絡先のメモを元に、セラノに電話をかける。乗り気になったセラノはジャックのハッタリに応じ、アジト近くの空港を引き渡し場所に指定する。
空港のロビー。ジャックとセラノが対峙する。ジャックは突然「ディスクはデュークとの交換だ」と告げる。FBIは聞かされていない展開に戸惑う。また、ふたりに気づいたマーヴィンが割り込んだことで計画が大きく乱れる。ジャックはなんとかデュークを奪還したうえで偽ディスクをセラノに押し付け、それを確認したFBIがセラノたちを逮捕する。セラノ一味の検挙によりFBIがデュークを注視する理由がなくなったため、モーズリーはジャックとデュークを解放する。
ふたりはふたたび飛行機に乗り込み、ロサンゼルスに着く。エディの約束の期限の30分前だった。エディに電話をかけたジャックは、デュークの声を聞かせたのち、心変わりがしたと報酬を断って電話を切る。そしてデュークの手錠を外し、逃亡生活に戻るようすすめ、自身が大事にしていた腕時計を手渡す。確かな友情を感じたデュークは礼として、腹巻きに隠し持っていた旧1000ドル札の束を手渡す。エディが提示したよりもはるかに多い、30万ドルの大金だった。「来世で会おう」と互いに別れの言葉を交わし、去り際にジャックが振り返ると、すでにデュークの姿は消えていた。ジャックは1000ドル札でのタクシー乗車を断られ「仕方ない歩くか」と街に向かって歩きだすところで、軽快なテーマ曲と共にエンドロールを迎える

## キャスト
ジャック・ウォルシュ
演 - ロバート・デ・ニーロ
バウンティハンター。シカゴ警察の元刑事。ジミー・セラノにハメられ妻子を残してシカゴを出奔した。
ジョナサン・マデューカス
演 - チャールズ・グローディン
通称「デューク（公爵さま）」。マフィアの資金を横領した罪で逮捕された会計士。
アロンゾ・モーズリー
演 - ヤフェット・コットー
FBI特別捜査官。ジャックに身分証明を盗まれる。
マーヴィン・ドーフラー
演 - ジョン・アシュトン
バウンティハンター。ジャックの商売敵。キャメルを吸っている。
ジミー・セラノ
演 - デニス・ファリーナ
マフィアのボス。デュークに資金を横領される。
エディ・モスコーネ
演 - ジョー・パントリアーノ
保釈金金融会社社長、二枚舌。デュークに４５万ドルの保釈金を貸し付けていたが、彼が脱走したため、ジャックにデュークを捕らえるよう依頼する。
トニー・ダーボ＆ジョーイ
演 - リチャード・フォロンジー（トニー）＆ロバート・ミランダ（ジョーイ）
セラノの手下。
ジェリー・ガイスラー
演 - ジャック・キーホー
エディの相棒。裏でセラノに通じている。
ゲイル
演 - ウェンディ・フィリップス
ジャックの元妻。
デニース
演 - ダニエル・デュクロス
ジャックの娘。

## 製作

### 企画
最初に製作権を持っていたのは、パラマウント・ピクチャーズだった。ロバート・デ・ニーロの出演が先に決定していたため、彼と釣り合う相手役の選考が難航したと監督のマーティン・ブレストは述べている。パラマウントは作品に性的な要素を込めようと、主人公とともに旅する犯罪者の役柄を女性に変更し、シェールの起用を提案。しかし、ブレストは「性転換」を拒否。パラマウントは次にデ・ニーロとロビン・ウィリアムズのコンビにしてはどうかと提案したほか、オーディションでの選考も推奨した。その中には、ブレイク前のブルース・ウィリスも含まれていた。ブレストはデ・ニーロを交えたチャールズ・グローディンのオーディションで、2人にリアルな化学反応と関係性を感じ、グローディンの起用を推し進めようとしたが、商業的成功を危惧したパラマウントは離脱。製作はユニバーサル・ピクチャーズへと移行した。
ジョン・アシュトンは人から勧められ、本作のオーディションに参加した。アシュトンはこの数年前、ブレスト監督の「ビバリーヒルズ・コップ」と続編にも出演していたが、今回は主人公の商売敵、マーヴィン役で受けた。会場にはデニーロがおり、マッチを使って罵りあう即興を２人で演じた。オーディションが終わり、アシュトンが去った直後、デニーロがブレストに「彼が欲しい」と伝え、アシュトンの出演が決定した。
作品と役柄にリアリティを与えるため、ブレストとデ・ニーロは、本物のバウンティハンターと行動をともにし、夜通しの張り込みや賞金首の取り押さえ現場に立ち会った。いわゆる「デ・ニーロ・アプローチ」の一環である。

### 脚本
- 脚本家のジョージ・ギャロ（英語版）はインタビューで、ジャックとデュークのモデルは自分の両親であると答えている。彼の父親は非常に感情的な人物であったのに対し、母親はとても計算高く、父親を手のひらで転がしていたという。
- デュークの引き渡しの時、マーヴィンが殺されてしまうシーンを撮り終えたが、２か月後ジョン・アシュトンに撮り直しのオファーが来た。「マーヴィンは好感の持てる男だから殺せない」「客が怒る」というのが製作側の理由だった。ジョージ・ギャロも脚本を書き直し、アシュトンも快く応じた。結局、マーヴィンは殴られてのびる設定に変更された。彼が生きのびたことで、クライマックスシーンを引っかき回し、当初より緊張感のある仕上がりとなった。

### 撮影
- モーズリー捜査官役のヤフェット・コットーは撮影中、高熱に苦しんでいた。
- シカゴマフィアのボス、セラノを演じたデニス・ファリーナのシーンはすべてラスベガスで撮影されている。彼は別作品の撮影と掛け持ちで出演しており、ラスベガスから離れられなかったためである。なお、ファリーナはシカゴ警察の警察官から俳優に転身した経歴の持ち主である。
- 賞金稼ぎのマーヴィンを演じたジョン・アシュトンは列車のシーンで、デ・ニーロに本当に殴られている。
- ジャックとデュークが川に転落して流されるシーンはアリゾナ州の設定だが、水が冷たすぎたため急遽ニュージーランドで撮影されている。
- 所持金が底をついたジャックのために、デュークが「レッドの酒場」でモーズリーになりすまし、偽造紙幣の捜査を装って紙幣を奪うシーンはほとんど即興演技である。
- 監督のマーティン・ブレスト自身が、クライマックスシーンでカメオ出演している（搭乗窓口でマーヴィンに喫煙席か禁煙席かを選ばせる空港職員の役）。
- 撮影中、手錠を掛けっぱなしだったチャールズ・グローディンは一生消えない手錠痕が残ってしまった。

### 音楽
ダニー・エルフマンが担当した映画のサウンドトラックCDは、流通枚数が少なく入手困難となり、競売市場で比較的高値で取引きされていた。
サントラに収録の「Try to believe」はエルフマン自身がボーカルを担当している。エルフマンが在籍していたバンド「Oingo Boingo」のアルバム『Dark at the End of the Tunnel』に別バージョンが収録されている。
エンディングに流れる「Try to believe」のインストゥルメンタル版はCD盤には未収録だったが、のちにSpotifyなどの配信サービスで比較的容易に聴くことができるようになった。

## 作品の評価
- Rotten Tomatoesによれば、批評家の一致した見解は「ロバート・デ・ニーロとチャールズ・グローディンの相反するケミストリーによって盛り上げられた『ミッドナイト・ラン』はたいそう愉快なおかしな二人によるコメディである。」であり、53件の評論のうち高評価は94%にあたる50件で、平均して10点満点中8.01点を得ている[3]。
- Metacriticによれば、16件の評論のうち、高評価は13件、賛否混在は3件、低評価はなく、平均して100点満点中78点を得ている[4]。
- ジャッキー・チェンが、自身が選ぶオールタイムベスト10映画の中に本作を挙げている。
- 松田優作は本作鑑賞中、ジャックと娘の再会シーンで「涙が止まらなかった」と述べている。これは実生活とシンクロした部分があったからだという。
- 本作はレオナルド・ディカプリオが初めて観たデ・ニーロ出演作品である。13歳の時、父親と一緒に映画館に行き、「偉大な演技とは何かを知りたければ、このスクリーンに映る男、ロバート・デ・ニーロを見ておくんだ」と教わった。
- ケイシー・アフレックは2024年公開の映画「インスティゲイターズ　～強盗二人とセラピスト～」のインタビューにおいて、主演のマット・デイモンとアフレックはこの映画が大好きだと述べている。

## 日本語吹替
| 役名                                 | 俳優                         | 日本語吹替 | 日本語吹替                                         |
| 役名                                 | 俳優                         | VHS版      | テレビ朝日版 （地上波吹替追録版）                  |
| ------------------------------------ | ---------------------------- | ---------- | -------------------------------------------------- |
| ジャック・ウォルシュ                 | ロバート・デ・ニーロ         | 樋浦勉     | 池田勝                                             |
| ジョナサン・"デューク"・マデューカス | チャールズ・グローディン     | 玄田哲章   | 羽佐間道夫                                         |
| アロンゾ・モーズリー                 | ヤフェット・コットー         | 渡部猛     | 郷里大輔 （藤井隼）                                |
| マーヴィン・ドーフラー               | ジョン・アシュトン           | 村松康雄   | 富田耕生                                           |
| ジミー・セラノ                       | デニス・ファリーナ           | 大宮悌二   | 柴田秀勝                                           |
| エディ・モスコーネ                   | ジョー・パントリアーノ       | 納谷六朗   | 安原義人                                           |
| トニー・ダーボ                       | リチャード・フォロンジー     | 筈見純     | 渡部猛 （宝亀克寿）                                |
| ジョーイ                             | ロバート・ミランダ           | 伊井篤史   | 広瀬正志 （関口雄吾）                              |
| ジェリー・ガイスラー                 | ジャック・キーホー           | 塚田正昭   | 千田光男                                           |
| ゲイル                               | ウェンディ・フィリップス     | 滝沢ロコ   | 弥永和子                                           |
| デニース                             | ダニエル・デュクロス         |            | 佐々木るん                                         |
| シドニー                             | フィリップ・ベイカー・ホール | 辻村真人   | - （山内健嗣）                                     |
| ビル・"レッド"・レッドウッド         | トム・マクレイスター         | 島香裕     | 麦人                                               |
| ウェイトレス                         | ローズマリー・マーフィ       |            | 安達忍                                             |
| ペリー                               | トム・アーウィン             |            | 二又一成                                           |
| フィル                               |                              |            | 中田和宏 （横田大輔）                              |
| CA#1                                 |                              |            | - （すずきももこ）                                 |
| CA#2                                 |                              |            | - （五阿弥ルナ）                                   |
| 日本語版その他                       | 日本語版その他               |            | 達依久子 塩屋浩三 幹本雄之 高宮俊介 こおろぎさとみ |

### 日本語版制作スタッフ
いずれもテレビ朝日版。
- 演出：左近允洋
- 翻訳：額田やえ子
- 効果：猪飼和彦、VOX
- 調整：高橋久義
- プロデューサー：猪谷敬二
- 制作：グロービジョン
- 解説：淀川長治

初公開・放送
- VHS版：1993年2月22日発売 ※DVD未収録、民放での再放送およびAmazon Prime Videoなどの配信サービスに使用
- テレビ朝日版：1992年2月2日初放送 21:02-23:09『日曜洋画劇場』

### 追加収録日本語版制作スタッフ
- 演出：吉田啓介
- 翻訳：五十嵐江
- 調整：東田直子
- 録音：グロービジョン九段スタジオ
- 制作：ムービープラス、グロービジョン
- 協力：フィールドワークス

初公開・放送
- 2018年7月8日初放送 21:00-23:30

### 吹き替えに関して
テレビ朝日版は、チャールズ・グローディンを吹き替えた羽佐間道夫によると当初は逆のキャスティングがなされていた（ロバート・デ・ニーロを羽佐間が、グローディンを池田勝が吹き替える予定であった）が、後にプロデューサーの猪谷敬二から「羽佐間さんはこっち（チャールズ・グローディン）のほうがいいですよ」との一声があったことで現在の配役に決定したという。
このテレビ朝日版は吹替ファンの間に絶大な人気があり、またきわめて評価が高く、吹替映画史上最高傑作と評されることもある。
権利元が音源を紛失してしまったため長らく再放送の機会に恵まれなかったが、一般から当時の放送録画を公募して音源を復刻し、さらに吹替収録時にカットされたシーンの分をオリジナルキャスト（故人等、諸事情で出演が不可能なキャストには代役が立てられている）が追加収録し、ノーカット吹替版が完成。この「地上波吹替追録版」は2018年7月8日にムービープラスで初放送された。
2018年10月11日発売の『ユニバーサル思い出の復刻版BD』にはVHS版およびテレビ朝日版地上波吹替追録版の2種類を収録。なおVHS版はモノラルと表記されているが実際はステレオで収録されている。

## トリビア

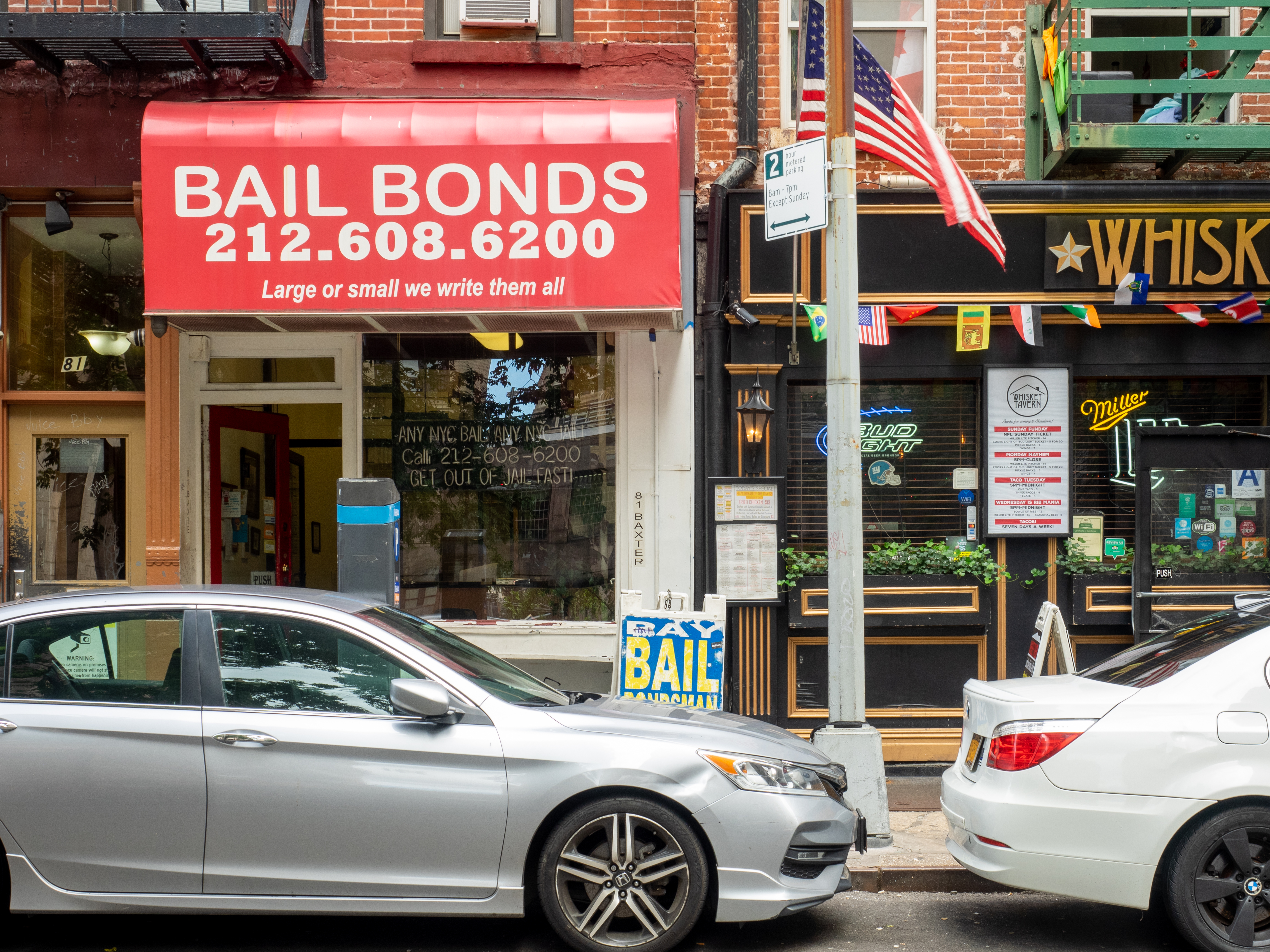
保釈保証業者

- タイトルの「ミッドナイト・ラン」は、序盤のシーンでエディが、ジャックの要求する報酬の高さに驚いて発言する。
- 本作では、日本であまりなじみのない「保釈保証業者」（ベイルショップ）が描かれている。犯罪大国アメリカでは、容疑者をすべて拘束するとすぐに留置場が満員になってしまうため、大半は早々に保釈申請が許可される。その中で急に保釈保証金（保釈金）を用立てられない容疑者のために、各地の裁判所の付近では保釈金専門の金融業者・ベイルショップが営業している。ベイルショップは裁判所への保釈金支払いを代行し、容疑者に保釈金分の債務を貸し付ける。しかし、容疑者が裁判を受けないまま逃亡した場合、期日までに容疑者が発見されないと保釈金は裁判所に没収されてしまい、返済も期待できなくなる。焦げ付いた債権はそのままベイルショップの損害になるため、それを防止する目的で各ベイルショップはバウンティハンターを雇い、逃亡した容疑者の連れ戻しを依頼する。
- 劇中、ジャックとモーズリーのコミカルなやりとりに利用されるサングラスは、ポルシェ1978年製のExclusive Sunglassesである。
- ジャックがしきりに腕時計（元妻との思い出の品で、故障している）を気にする癖は、演じるデ・ニーロのアイデアが採用されたもの。
- ジャックが吸っている煙草の銘柄はマールボロである。なお、ジャックを演じたデ・ニーロ自身はプライベートでは大の煙草嫌いであり、劇中でも吹かしているだけで、煙を肺に吸い込んではいない。
- ラストシーンに登場する高額紙幣・1000ドル札は1969年に流通停止した紙幣である。タクシードライバーが乗車拒否したのは、からかわれたと思ったか、単に釣り銭がなかったためと推測される。
- 登場する銃器。
  - ジャックが冒頭の賞金首のアジトで構えた回転式拳銃はコルト・ディテクティブスペシャル
  - ジャックがマフィアのヘリコプターを撃ち落とす際にマーヴィンから借りた自動式拳銃はベレッタ 92SB
  - マーヴィンがマフィアとの対決で用いた散弾銃はモスバーグM500
  - シカゴでモーズリーがスナイパーを撃った回転式拳銃はスミス&ウェッソンのモデル66（357コンバット・マグナム）
- アカデミー賞を2回受賞したロバート・デ・ニーロにとって、この映画のジャック・ウォルシュ役は、ヴィト・コルレオーネやジェイク・ラモッタといった、かつて彼が演じた役とは全く異なるコミカルキャラクターという点に魅力を感じたという。映画パンフレットでは「この手の荒っぽい警官くずれの男が、最後に上手くやるストーリーはとても好きなんだ。彼がラストでとる行動は、実に感動的。私にとっては最高の役だった」と述べている。
  - 久米宏がアンカーを務めていたニュースワイド番組『ニュースステーション』（テレビ朝日系）にデ・ニーロが生出演（別作品のプロモーション目的）した際のインタビューでも、久米から「今までの出演作で一番好きな作品は何ですか?」と問われ、デ・ニーロは「ミッドナイト・ランだ」と答えている。

## テレビ映画
1994年に本作をもとにしたテレビ映画が3作制作されている。ジャックなど、映画版に登場したキャラクターが数名登場するが、演じている俳優は全員異なる。
- 『ミッドナイト・ラン1 にくめない詐欺師』Another Midnight Run
- 『ミッドナイト・ラン2 好かれる逃亡者』Midnight Runaround
- 『ミッドナイト・ラン3 やけっぱちの美女』Midnight Run for your Life

### キャスト（テレビ映画版）
- ジャック・ウォルシュ：クリストファー・マクドナルド
- ジェリー・ガイスラー：ジョン・フレック
- エディ・モスコーネ：ダン・ヘダヤ
- マービン・ドーフラー：エド・オロス（1、2作目に出演）